# Deformační metoda
Deformační metoda (anglicky direct stiffness method) slouží pro výpočet napjatosti a deformace prutových konstrukcí. Ve své maticové podobě je vhodná pro automatizovaný výpočet na počítači. Je jednou z nejjednodušších metod pro analýzu staticky neurčitých konstrukcí. Prutová konstrukce je idealizována pomocí fiktivního modelu, který se skládá z prutů a styčníků. Deformační stav modelu je dán polohou všech jeho styčníků. Každý styčník má několik deformačních stupňů volnosti (tzv. přetvárně-neurčitých posuvů). Pro tyto deformační stupně volnosti se pomocí maticového počtu vyjadřují statické podmínky rovnováhy, ve kterých jako neznámé figurují přetvárně-neurčité posuvy. V případě, že se předpokládá lineární chování prutů (lineární materiál a platnost předpokladů teorie malých deformací), obdrží se soustava lineárních rovnic. Tato soustava má řešení tehdy, není-li model konstrukce mechanismem.
Styčník je bodem, kde se spojují a zakončují pruty. Každý prut začíná a končí ve styčníku. Model konstrukce pro deformační metodu si lze představit jako fiktivní stavebnici.